# Reilinger Baggersee

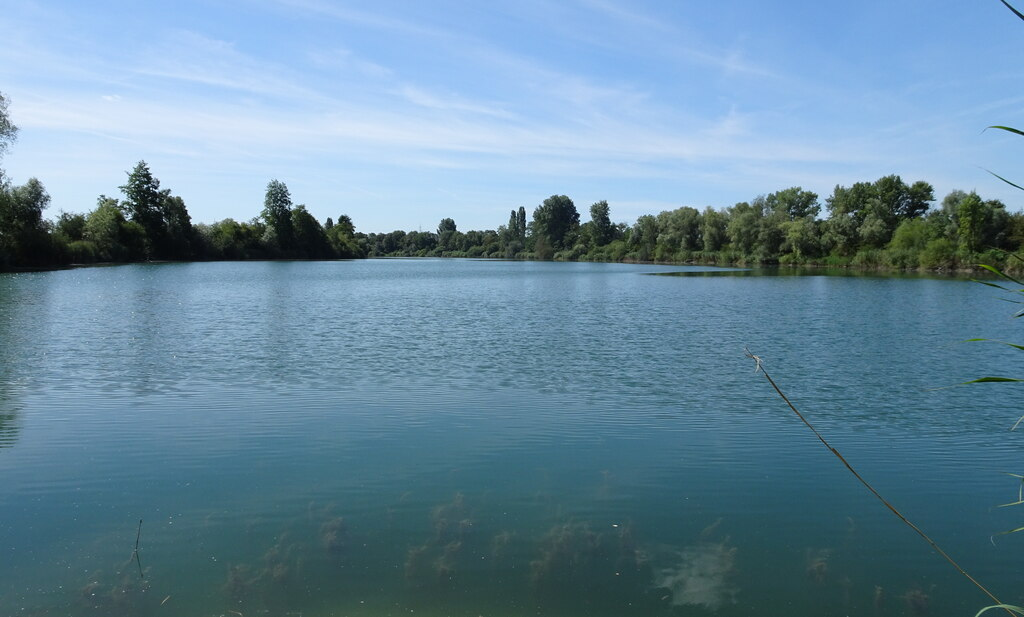
Der Reilinger See 2020

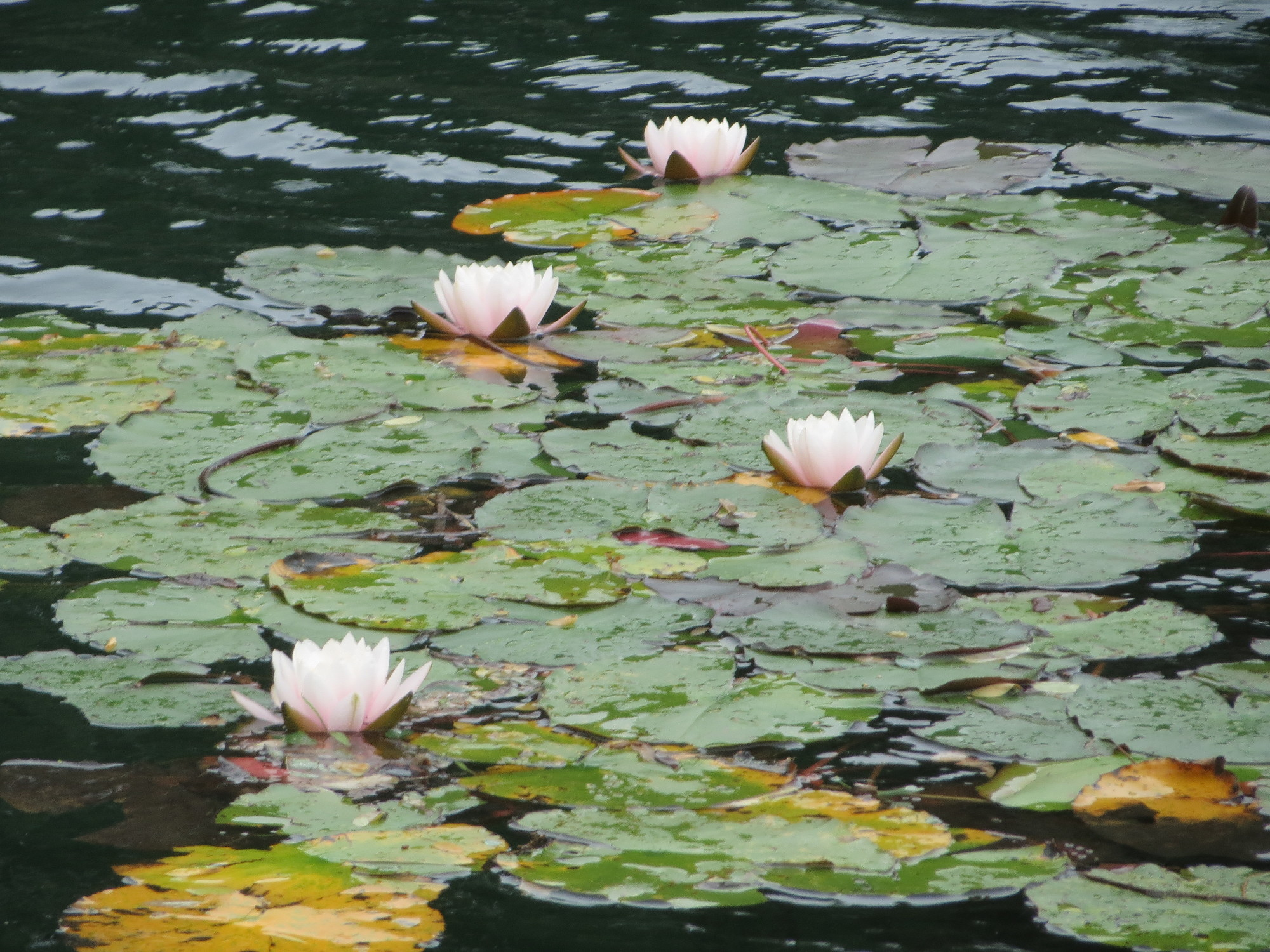
Seerosen

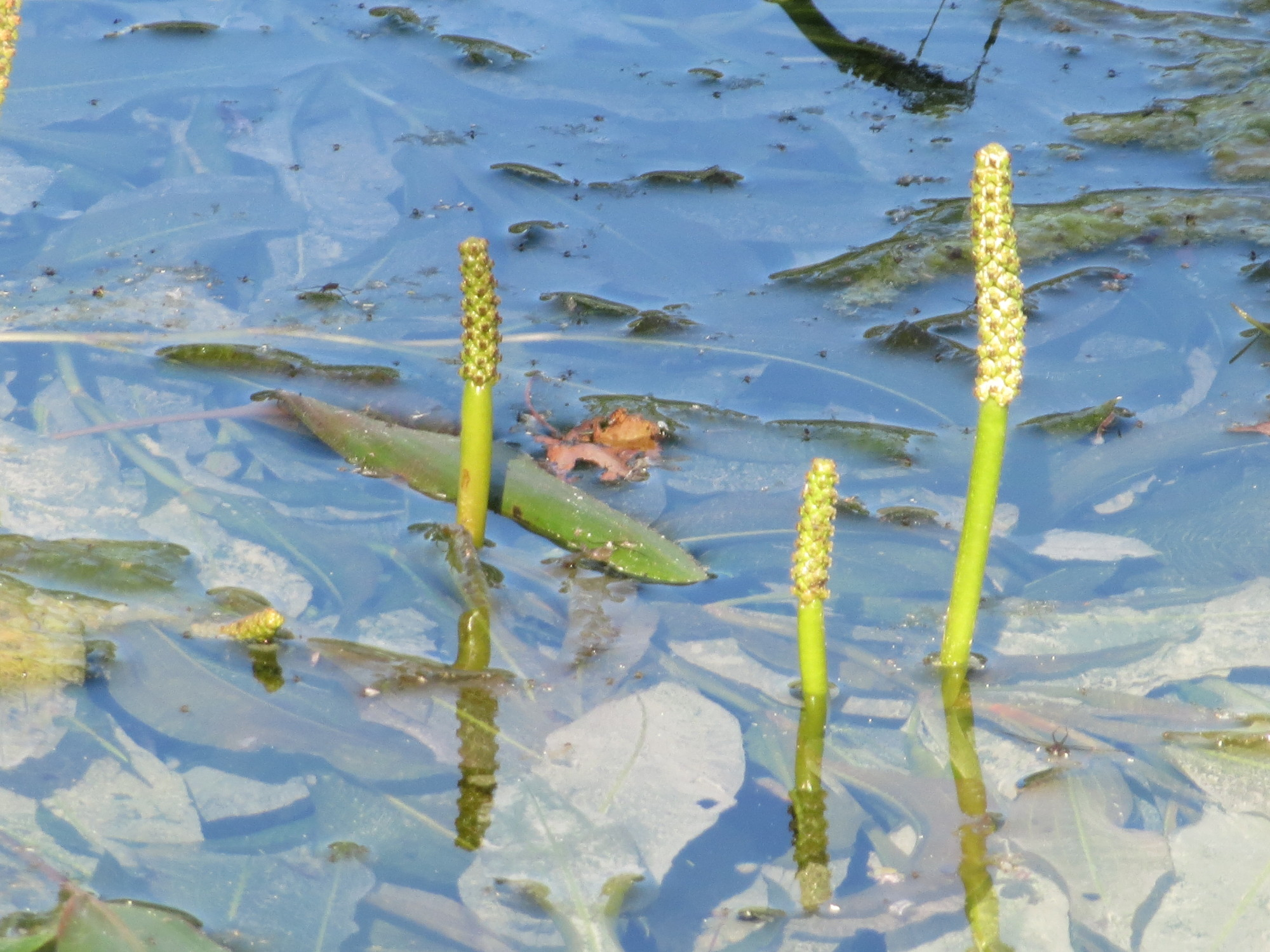
Spiegelndes Laichkraut

Der Reilinger Baggersee, kurz Reilinger See, ist ein Baggersee im Südwesten des Rhein-Neckar-Kreises in Baden-Württemberg. Er liegt westlich von Reilingen im Bereich der zu den Hardtebenen zählenden Kraichniederung in einer verlandeten Flussschlinge, die zugleich die Grenze zum benachbarten Biblis bildete.
Der See weist eine Länge von etwa 750 und eine Breite von rund 130 Metern auf, die Fläche beträgt 9,7 Hektar. Der Wasserspiegel liegt auf einer Höhe von 98 Metern, die maximale Tiefe beträgt 17,5 Meter, die See-Identikationsnummer lautet 9.266.
Bis 1989 wurde aus dem See Kies gebaggert. Dabei wurden 1978 vier zusammengehörende Stücke eines menschlichen Schädels entdeckt, die der Tübinger Anthropologe Alfred Czarnetzki als Überreste eines Urmenschen aus der Holstein-Warmzeit einstufte. Die gelegentlich auch als „Homo erectus reilingensis“ bezeichneten Fossilien werden heute Homo heidelbergensis zugeordnet.
Nach Einstellung der Förderung wurde rund um den See ein Naturlehrpfad angelegt. Das Gewässer selbst nutzt der Angelsportverein von Reilingen für seine Zwecke.

## Geschützte Biotope
Den Uferbereich des Sees säumen mehrere geschützte Biotope, darunter die Feldhecke und Verlandungszone westl. Reilingen-Stumpenbruch (1,6015 ha, Biotop Nr. 167172260004), die Verlandungszone und Feldhecke westlich Reilingen Spiesacker (1,0404 ha, Nr. 166172260241), die Feldhecke am Reilinger See westlich Reilingen (0,3302 ha, Nr. 167172260040), das Feldgehölz östl. Reilingen - Auf den Lußheimer Wald (0,5309 ha, Nr. 167172260037) und das Feldgehölz am nördlichen Baggersee nördlich Reilingen (0,6304 ha, Nr. 166172269142).

## Vegetation
Rund um den See wachsen typische Wasser- und Uferpflanzen, darunter das Frischgrüne Zypergras (invasiv), diverse Seggen, die Sumpf-Schwertlilie, der Gewöhnliche Gilbweiderich, der Gewöhnliche Blutweiderich, das Zottige Weidenröschen, den Bittersüßen Nachtschatten die Wasserminze, die Rossminze und der Breitblättrige Rohrkolben. Das Schilfrohr säumt weite Teile des Uferbereichs. Im bzw. auf dem Wasser findet man u. a. das Spiegelnde Laichkraut, die Weiße Seerose und den Gewöhnlichen Wasserschlauch. Der Saum des Sees ist mit diversen Feldgehölzen bewachsen und hat teilweise waldartigen Charakter.